# Massacre (gruppo musicale)
I Massacre sono una band death metal statunitense formatasi a Tampa nel 1984.

## Storia del gruppo
Il gruppo si formò nel 1984 grazie ad Allen West, Bill Andrews e Mike Borders, i quali chiamarono nella band Kam Lee e Rick Rozz.
Poco dopo, Rick Rozz lasciò temporaneamente la band per dedicarsi alla registrazione di diverse demo con i Mantas (che in seguito diverranno i Death) e, senza di lui, la band registrò nel 1986 un demo intitolato Aggressive Tyrant. Sempre nello stesso anno, la band pubblicò un demo registrato dal vivo e, successivamente, il demo Chamber of Ages, nella quale ci fu il rientro del chitarrista Rick Rozz.
In sostituzione di Allen West arrivò Rob Goodwin mentre, al basso, troviamo Terry Butler.
Dopodiché, nel 1987, Rick Rozz, Bill Andrews e lo stesso Terry Butler si unirono ai Death. Rozz lasciò dopo un album ri-fondando la band con lo stesso Lee, Butch Gonzales al basso e Joe Cangelosi alla batteria e, incidendo il demo dal titolo The Second Coming . Ma, la Earache Records non era interessata al nuovo materiale e, nel 1991 ci fu il rientro in formazione degli altri due ex-Death freschi di licenziamento e, così si ricongiunsero Lee, Rozz, Butler e Andrews.
Nel marzo dello stesso anno i Massacre registrarono il loro album d'esordio: From Beyond. Seguì, nel 1992, un EP dal titolo Inhuman Condition con un secondo chitarrista (Steve Swanson) e la partecipazione di Cronos in una cover degli stessi Venom.
Dopo l'allontanamento di Butler e Andrews del 1992 con conseguente scioglimento, nel 1993 ci fu la rifondazione e, nel 1996, dopo un lungo periodo di silenzio, fu pubblicato l'album Promise, un album venato di doom metal, dalle connotazioni gotiche e quasi sabbathiane, in un contesto cyberpunk. Ma, dopo questa uscita, la band si sciolse un'altra volta.

### Diverse reunion e scioglimenti (2006-2018)
Dieci anni dopo, nel 2006, Kam Lee, Terry Butler e Steve Swanson insieme a Sam Williams e Curtis Beeson si riunirono temporaneamente come Massacre. Gli stessi hanno poi fondato i Denial Fiend, con Blaine Cook in sostituzione di Lee e Rob Rampy al posto di Beeson, nel 2008.
Nel 2011 il chitarrista Rick Rozz decide di riformare la band insieme a Terry Butler, con Mike Mazzonetto alle pelli e il nuovo cantante Ed Webb. Con questa formazione viene pubblicato nel 2014 un nuovo album: Back from Beyond.
L'11 dicembre 2014, il bassista Terry Butler e il cantante Ed Webb annunciano di lasciare la band. Di conseguenza, i Massacre si sciolgono.

### Reunion 2016 da parte di Rick Rozz e Kam Lee e conflitti legali con ex-membri
Nell'ottobre 2016, Rick Rozz DeLillo e Kam Lee si siedono e si riconciliano, andando oltre le differenze personali. I due si incontrano diverse volte per discuterne e la cosa ottiene un esito molto positivo, tanto che i due iniziano a riaccendere la loro amicizia perduta da tempo.
Quegli incontri molto positivi alla fine hanno portato Rick e la sua band, allora "The End", ad invitare Kam Lee ad esibirsi con loro sul palco a Melbourne, FL il 9 dicembre 2016 per un mini set di brani tratti da "From Beyond" dei Massacre.
Da lì a poco, la band sembra voler ritornare stabile nel 2016 con il rientrante e storico Kam Lee alla voce, Rick "Rozz" DeLillo alla chitarra, Michael Grim al basso e, di nuovo, Mazzonetto alla batteria.
Quindi, il 12 dicembre 2016 ufficialmente viene annunciato su Blabbermouth il ritorno in attività dei Massacre.
Tuttavia, sei giorni dopo, il 18 dicembre, Blabbermouth ha pubblicato un articolo di confutazione in cui Terry Butler e Bill Andrews annunciavano pubblicamente che Kam Lee e Rick Rozz non potevano riaccendere la band - e che possedevano effettivamente il marchio del nome della band, avendo fatto domanda per il marchio commerciale del nome "Massacre". Pare che Butler ed Andrews avessero fatto domanda per registrare il nome della band come marchio solo quattro giorni dopo dell'annuncio di reunion della band da parte di Lee e Rozz.
Tuttavia, il batterista originale Bill Andrews ha minacciato di denunciare la band per l'uso del loro nome, portando Lee e Rozz a scegliere il nome temporaneo "Necropalypse".
Dopo poco tempo, la band si ribattezza in "Massacre X", nome che cattura l'essenza di quel che Kam Lee e Rick Rozz rappresentano insieme, ma che allo stesso tempo gli dà ancora una nuova entità separata su cui lavorare.
I problemi legali non finiscono qui, infatti Lee e Rozz continuano ad essere perseguitati a Terry Butler e il suo avvocato (Eric Grief) affinché non usino in nessun modo la parola "Massacre" per i loro show. Infatti alternano il nome "Gods of Death" per suonare nelle nazioni dove il nome "Massacre" è bloccato.
Il nome Gods of Death è stato scelto per rappresentare la band, ed in particolar modo Rozz e Lee come due dei "padri fondatori del genere Death".

### Ritorno ufficiale con il nome "Massacre" (2019)
La band alla fine è tornata a utilizzare il soprannome originale "Massacre" a luglio 2019, dopo che Michael Grim lascia la band, in favore di un ritorno del bassista Mike Borders, componente della formazione originale e presente nelle demo registrate nel 1986, rispettivamente "Aggressive Tyrant" e "Chamber of Ages".
Il 9 settembre 2019, è stato annunciato che Rick Rozz e Mike Mazzonetto hanno entrambi lasciato i "MASSACRE", secondo il membro fondatore Kam Lee. La band continua ad ogni modo con i membri in tournée per il momento.

## Formazione

### Formazione attuale
- Kam Lee – voce (1984-1987, 1989-1996, 2006-2007, 2016-presente)
- Rick Rozz – chitarra (1984-1987, 1989-1995, 2011-2014, 2016-presente)
- Michael Grim – basso, voce addizionale (2016-presente)
- Mike Mazzonetto – batteria (2011-2014, 2016-presente)

### Ex componenti
- Scott Blackwood – basso (1984)
- Mike Borders – basso (1984-1986)
- Bill Andrews – batteria (1984-1987, 1989-1993)
- JP Chartier – chitarra (1984)
- Allen West – chitarra (1984-1986)
- Mark Brents – voce (1984)
- Robby Goodwin – chitarra (1986-1987)
- Terry Butler – basso (1987, 1990-1993, 2006-2007, 2011-2014)
- Butch Gonzales – basso (1990)
- Joe Cangelosi – batteria (1990)
- Steve Swanson – chitarra (1991-1993, 2006-2007)
- Pete Sison – basso (1994)
- Syrus Peters – batteria (1994)
- Dave Pybus – basso (2007)
- Curtis Beeson – batteria (2007-2008)
- Sam Williams – chitarra (2007-2008)
- Edwin Webb – voce (2011-2014)

### Ex Turnisti

#### Live
- Rob Goodwin – chitarra (1987)

#### Studio
- Walter Trachsler – chitarra (1990)

## Discografia

### Album in studio
- 1991 – From Beyond
- 1996 – Promise
- 2014 – Back from Beyond
- 2021 – Resurgence

### EP
- 1992 – Inhuman Condition
- 2012 – Condemned to the Shadows

### Compilation
- 2006 – Tyrants of Death

### Demo
- 1986 – Aggressive Tyrant
- 1986 – Chamber of Ages
- 1990 – Second Coming